# Таль (механизм)

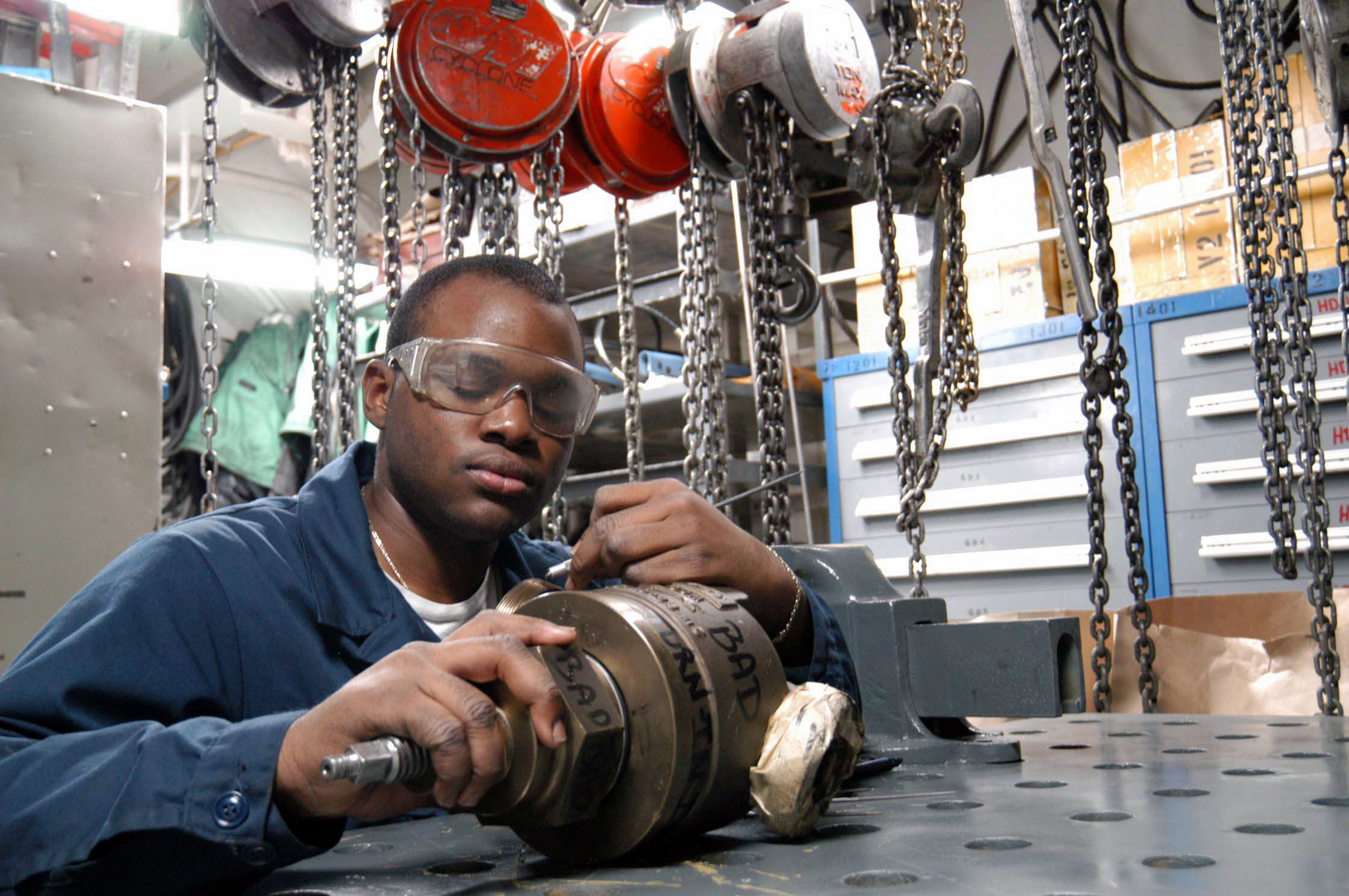
Множество талей в мастерской авианосца «Авраам Линкольн»

Таль (через нидерл. talie, от лат. tālea — «обрезок») — подвесное грузоподъёмное устройство с ручным (или механическим) приводом, состоящее из подвижного и неподвижного блоков и проходящего через их шкивы троса (лопаря) (или металлической цепи).
Ручные тали делят по числу шкивов в обоих блоках. Бывают 2-, 3-, 4-, 6-, 8-, 10- и 12-шкивные тали. Иначе называют «тали в 1 (2, 3 и так далее) лопаря». Каждый шкив в подтягивающемся блоке обеспечивает двукратный выигрыш в силе и такой же проигрыш в расстоянии.
Механизированные тали широко применяют во всех сферах современной промышленности. Их заранее, обычно при строительстве, монтируют в производственных помещениях или площадках и используют при ремонте арматуры, насосов, теплообменников и других устройств в качестве компактного грузоподъёмного устройства при монтаже и демонтаже частей и узлов оборудования.

## Виды талей

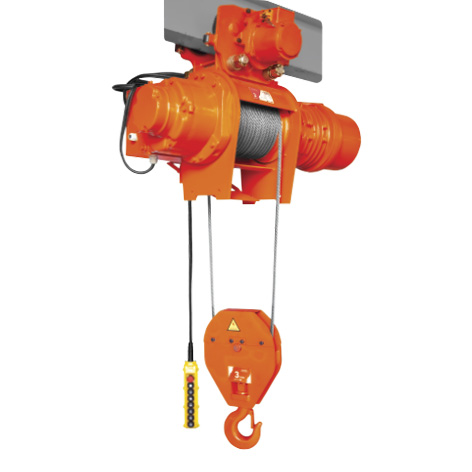
Тельфер (электрическая таль)

Все тали делят на ручные и электрические (тельферы).
Ручные тали в свою очередь делятся на:
- канатные;
- цепные;
  - шестерённые;
  - червячные.

## Галерея

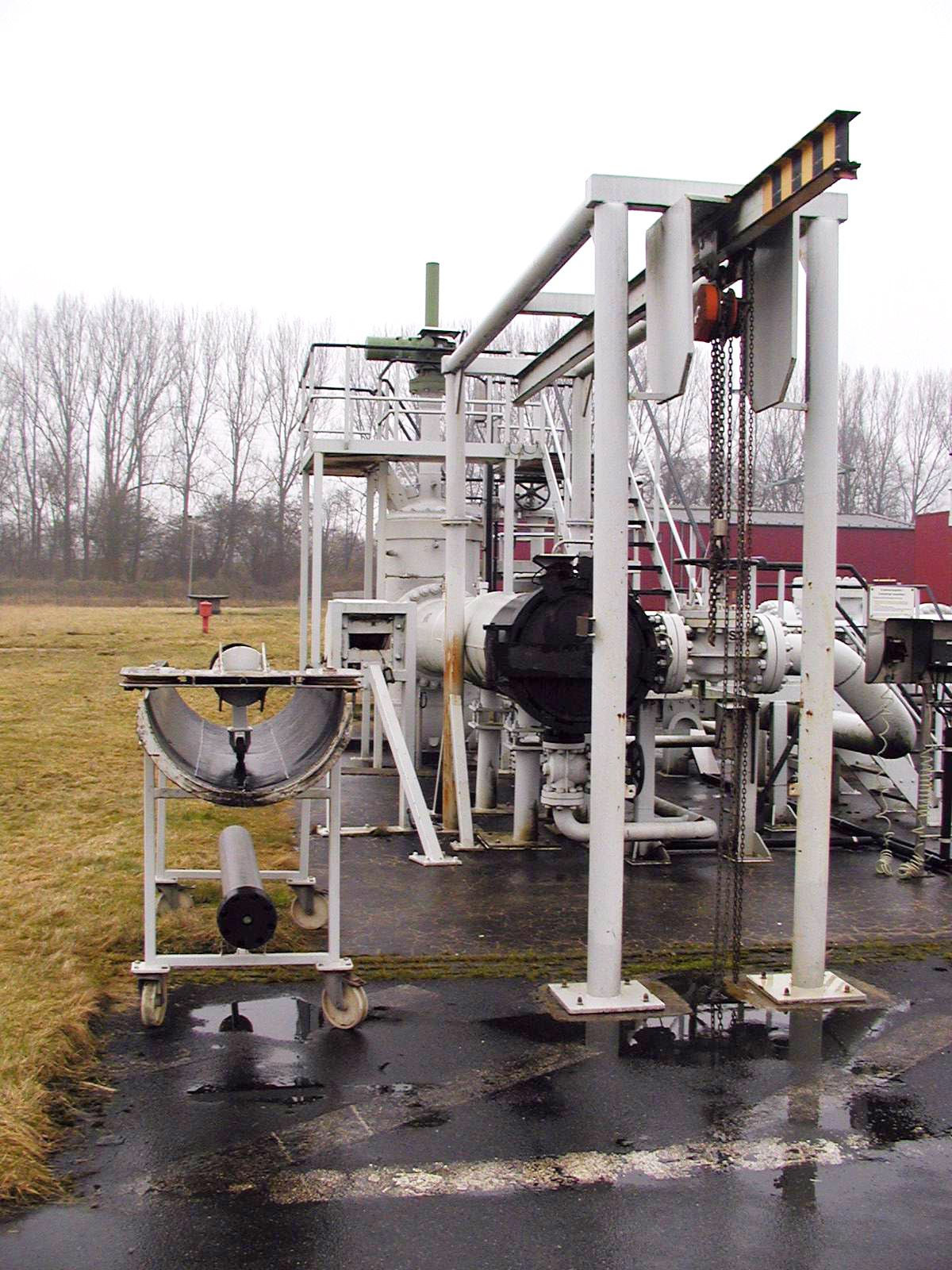
Таль на компрессорной станции
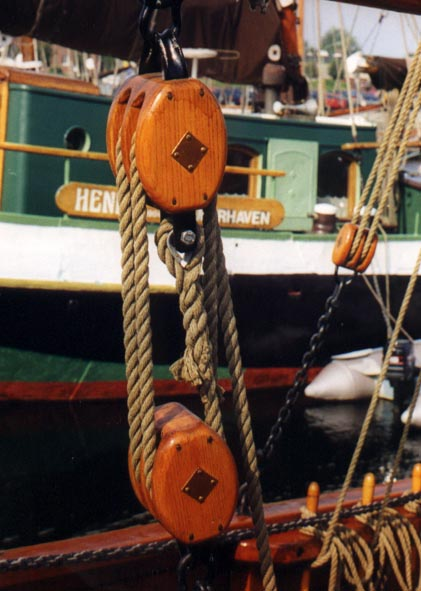
Старинная ручная таль на яхте
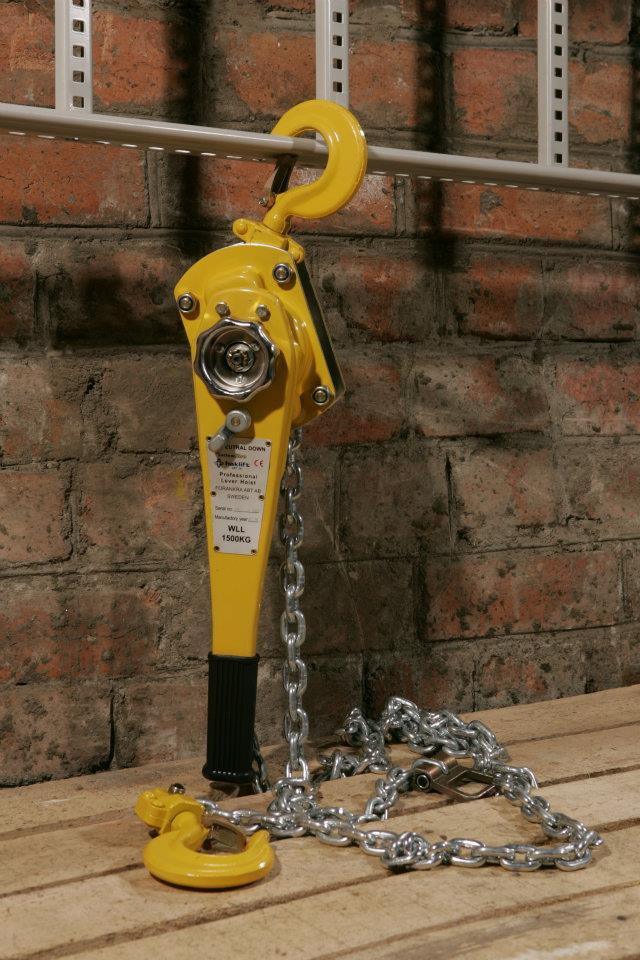
Рычажная таль
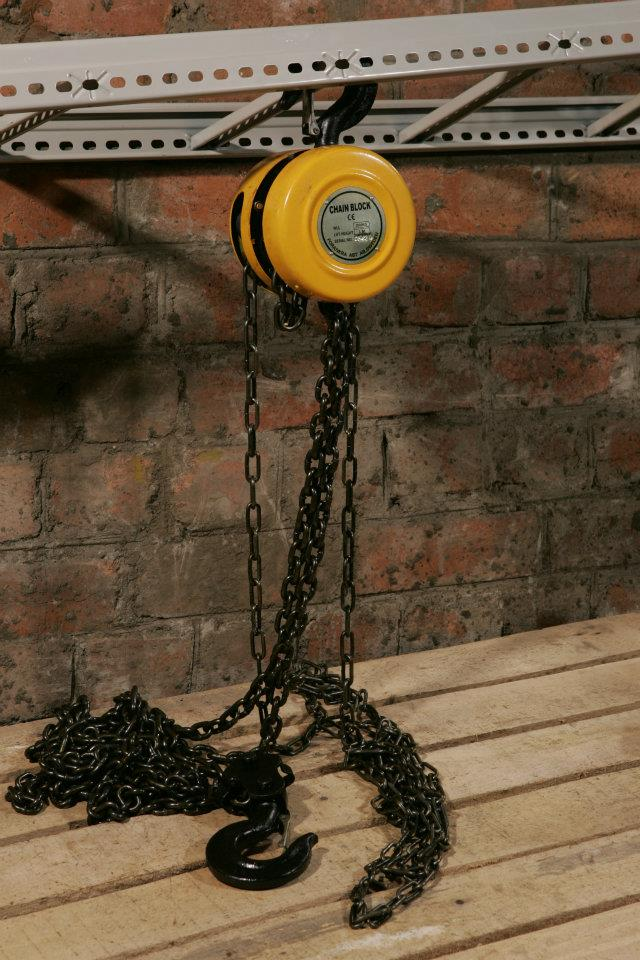
Цепная таль